# Litauer
Litauer (litauiska: lietuviai, singularis lietuvis/lietuvé) är en baltisk etnisk grupp som härstammar från Litauen. Det finns ungefär fyra miljoner Litauer runt om i världen varav drygt två och en halv miljoner bor i Litauen. Den litauiska diasporan är av ansenlig storlek i förhållande till landets folkmängd. Framför allt bebor personer födda i Litauen och deras ättlingar USA, Storbritannien, Brasilien, Ryssland och Kanada.  
I de nordiska länderna bor omkring hundra tusen litauer, varav omkring 50 000 i Norge.

## Historia
Etniska litauer bebodde tidigare ett större geografiskt område än vad som i dag utgör republiken Litauen, där en majoritet av världens litauer i dag bor. 
Tidigare utgjorde litauer även befolkningsmajoriteter i nordvästra Belarus, Kaliningrad oblast och i delar av Lettland och Polen.